# Вакульский, Александр Васильевич
Александр Васильевич Ваку́льский (28 августа 1922 — 31 июля 1990) — майор Советской Армии, участник Великой Отечественной войны, Герой Советского Союза (1945).

## Биография
Александр Вакульский родился 28 августа 1922 года в селе Калтыманово (ныне — Иглинский район Башкортостана). Окончил девять классов школы, работал токарем на Уфимском моторостроительном заводе, одновременно учился в Уфимском аэроклубе. В апреле 1941 года Вакульский был призван на службу в Рабоче-крестьянскую Красную Армию Уфимским городским военным комиссариатом. Окончил военную авиационную школу пилотов в Тамбове. С июня 1943 года — на фронтах Великой Отечественной войны. К апрелю 1945 года капитан Александр Вакульский командовал эскадрильей 949-го штурмового авиаполка 211-й штурмовой авиадивизии 3-й воздушной армии 3-го Белорусского фронта.
К апрелю 1945 года Вакульский совершил 95 боевых вылетов, из них 77 — водил группы из 2—15 самолётов на разведку и штурмовку скоплений техники и живой силы противника. На своём штурмовике лично уничтожил около 280 вражеских солдат и офицеров, 55 автомашин, 16 повозок, 9 артиллерийских орудий, 5 танков, 12 батарей зенитной артиллерии, 5 миномётных батарей, 2 склада с боеприпасами и 3 — с горючим, 7 железнодорожных эшелонов, 3 цистерны с топливом. Принимал участие в 17 воздушных боях, в ходе которых его стрелок сбил 1 немецкий самолёт. Только с 19 марта по апрель эскадрилья Вакульского совершила 97 боевых вылетов, не понеся при этом потерь.
Указом Президиума Верховного Совета СССР от 29 июня 1945 года капитан Александр Вакульский был удостоен высокого звания Героя Советского Союза с вручением ордена Ленина и медали «Золотая Звезда» за номером 7469.
В 1946 году в звании майора Вакульский был уволен в запас. Окончил школу высшей лётной подготовки, после чего работал в гражданском воздушном флоте. Проживал в городе Измаил Одесской области, скончался 31 июля 1990 года.
Был также награждён тремя орденами Красного Знамени, двумя орденами Отечественной войны 1-й степени и одним — 2-й степени, а также рядом медалей.